# Tomasovia Tomaszów Lubelski (piłka nożna)
Tomasovia Tomaszów Lubelski – polski klub piłkarski z Tomaszowa Lubelskiego, sekcja klubu sportowego TKS Tomasovia Tomaszów Lubelski, w sezonie 2024/2025 występujący w IV lidze, grupie lubelskiej.
Trener: Paweł Babiarz.
Obiekty: Stadion Miejski w Tomaszowie Lubelskim.

## Sukcesy
- 10. miejsce w III lidze: 1997/1998
- wicemistrzostwo Polski juniorów U-19 – 2006
- 7 sezonów w III lidze (trzeci poziom rozgrywkowy)
- Podwójne mistrzostwo Polski juniorów młodszych w turnieju LZS w latach 2006 i 2007, w-ce Mistrzostwo Polski juniorów młodszych LZS w 2008 roku